# Ball (Familienname)
all ist ein insbesondere im englischen Sprachraum verbreiteter Familienname.

## Namensträger

### A
- Alan Ball (Fußballspieler, 1924) (1924–1982), englischer Fußballspieler und -trainer
- Alan Ball (Gewichtheber) (* 1943), US-amerikanischer Gewichtheber
- Alan Ball (Fußballspieler, 1945) (1945–2007), englischer Fußballspieler und -trainer
- Alan Ball (Drehbuchautor) (* 1957), US-amerikanischer Drehbuchautor
- Albert Ball (1896–1917), britischer Jagdflieger
- Alex Ball, US-amerikanischer Schauspieler
- Alexander Ball (1757–1809), britischer Admiral und Gouverneur von Malta
- Alf Ball (Fußballspieler, 1873) (Aloysius Ball; 1873–1940), englischer Fußballspieler
- Alf Ball (Fußballspieler, 1890) (Alfred Ball; 1890–1952), englischer Fußballspieler
- Alice Ball (1892–1916), US-amerikanische Chemikerin
- Angeline Ball (* 1969), irische Schauspielerin
- Antje Ball (1833–1911), niederländische Dichterin und Kohlenhändlerin
- Arthur Ball (1894–1951), US-amerikanischer Kameramann und Filmtechniker
- Ashleigh Ball (Synchronsprecherin) (* 1983), kanadische Synchronsprecherin und Sängerin
- Ashleigh Ball (Hockeyspielerin) (* 1986), britische Hockeyspielerin

### B
- Bartholomew Ball († 1573), irischer Kaufmann und Politiker, Bürgermeister von Dublin
- Benjamin Ball (1912–1977), britischer Offizier der Luftstreitkräfte
- Bentley Ball (vor 1919–nach 1919), US-amerikanischer Sänger
- Bobby Ball (Rennfahrer) (Robert Ball; 1925–1954), US-amerikanischer Automobilrennfahrer
- Bobby Ball (Komiker) (1944–2020), britischer Komiker, Schauspieler und Sänger
- Bradley Ball (* 1976), englischer Squashspieler
- Brian Ball (Rennfahrer), britischer Motorradrennfahrer
- Brian Ball (Politiker), Politiker aus Virginia
- Brian N. Ball (Brian Neville Ball; 1932–2020), britischer Schriftsteller

### C
- Carsten Ball (* 1987), australischer Tennisspieler
- Catherine Ball (* 1951), US-amerikanische Schwimmerin
- Chrissy Weathersby Ball, Stuntfrau

### D
- Dave Ball (Musiker) (Taif Ball), britischer Bassist, Mitglied von Voodoocult
- Dave Ball (Footballspieler) (David Stewart Ball; * 1981), US-amerikanischer American-Football-Spieler (Defensive End)
- David Ball (Musiker, 1950) (1950–2015), britischer Musiker
- David Ball (Musiker, 1953) (* 1953), US-amerikanischer Country-Musiker
- David Ball (Musiker, 1959) (auch Dave Ball; * 1959), britischer Musiker und Musikproduzent
- David Ball (Filmproduzent) (* 1959), US-amerikanischer Filmproduzent
- David Ball (Footballspieler) (* 1984), US-amerikanischer American-Football-Spieler (Wide Receiver)
- David Ball (Fußballspieler) (* 1989), englischer Fußballspieler
- David Michael Ball (* 1989), englischer Fußballspieler
- David Standish Ball (* 1926), US-amerikanischer Geistlicher, Bischof der Episkopalkirche
- David W. Ball (David Wadsworth Ball; * 1949), US-amerikanischer Schriftsteller
- Deborah Loewenberg Ball (* 1954), US-amerikanische Bildungsforscherin
- Derek Ball (1930–1988), britischer Tontechniker
- Dominic Ball (* 1995), englischer Fußballspieler
- Donna Ball (* 1951), US-amerikanische Schriftstellerin und Hundeausbilderin

### E
- Edward Ball (Politiker) (1811–1872), US-amerikanischer Politiker
- Edward Ball (Autor) (* 1959), US-amerikanischer Journalist und Autor
- Elmer Russell Ball (1891–1942), US-amerikanischer Fotograf
- Eric Ball (1903–1989), britischer Komponist und Dirigent
- Ernie Ball (1930–2004), US-amerikanischer Musiker und Erfinder
- Ernst Friedrich Ball (1799–1885), deutscher Theologe
- Errie Ball († 2014), US-amerikanischer Golfspieler

### F
- F. Carlton Ball (1911–1992), multidisziplinärer Künstler
- Franziska Ball (* 1971), deutsche Schauspielerin und Synchronsprecherin

### G
- Geoffrey R. Ball (* 1964), US-amerikanischer Physiologe und Erfinder
- Georg Meyer-Ball (1854–nach 1899), deutscher Maler
- Georg Adam Ball (1799–1846), deutscher Schauspieler, Bühnenautor und Schriftsteller
- George Thomas Ball (auch George Thomas Thalben-Ball; 1896–1987), australischer Komponist, Musiker und Musikwissenschaftler
- George Wildman Ball (1909–1994), US-amerikanischer Jurist und Diplomat
- Gerhard Ball (1903–1982), deutscher Eishockeytorhüter

### H
- Hanns Otto Ball (1926–2007), österreichischer Schauspieler
- Hans Ball (1899–1977), deutscher Eisenbahningenieur, Leiter der Reichsbahndirektion Saarbrücken
- Harvey Ball (1921–2001), US-amerikanischer Grafikdesigner
- Heinz Ball (Unternehmer) (1902–1968), deutscher Unternehmer und Erfinder
- Heinz Ball (Eishockeyspieler) (1907–1966), deutscher Eishockeyspieler
- Henry Lidgbird Ball (um 1756–1818), britischer Entdecker
- Hugo Ball (1886–1927), deutscher Schriftsteller und Biograf

### J
- Jack Ball (Fußballspieler, 1899) (John Ball; 1899–1989), englischer Fußballspieler
- Jack Ball (Fußballspieler, 1907) (John Thomas Ball; 1907–1976), englischer Fußballspieler
- Jack Ball (Fußballspieler, 1923) (1923–1999), englischer Fußballspieler
- Jake Ball (* 1991), walisischer Rugby-Union-Spieler
- James Ball (1903–1988), kanadischer Leichtathlet
- Jamie Ball (* 1979), südafrikanischer Radrennfahrer
- Jane Ball (1920–2005), US-amerikanische Schauspielerin
- Joe Ball (1896–1938), US-amerikanischer Serienmörder
- John Ball (Geistlicher, 1335) (1335–1381), englischer Priester und Revolutionär
- John Ball (Geistlicher, 1585) (1585–1640), englischer Puritaner
- John Ball (Politiker, 1794) (1794–1884), US-amerikanischer Siedler, Jurist und Politiker
- John Ball (Politiker, 1818) (1818–1889), irischer Politiker, Naturwissenschaftler und Alpinist
- John Ball (Golfspieler) (1861–1940), englischer Golfspieler
- John Ball (Geologe) (1872–1941), britischer Geologe
- John Ball (Schriftsteller) (1911–1988), US-amerikanischer Schriftsteller
- John Ball (Fußballspieler, 1925) (* 1925), englischer Fußballspieler
- John Ball (Fußballspieler, 1972) (* 1972), US-amerikanischer Fußballspieler
- John M. Ball (* 1948), britischer Mathematiker
- Jonathan Ball (Architekt) (* 1947), britischer Architekt
- Jonathan Ball (Verleger) (1951–2021), südafrikanischer Verleger
- Jonathan Ball (Mikrobiologe), britischer Mikrobiologe und Virologe
- Jonathan Ball (Fußballspieler) (* 1985), bermudischer Fußballspieler
- Joseph H. Ball (1905–1993), US-amerikanischer Politiker

### K
- KC Ball (* 1975), neuseeländischer Eishockeyspieler
- Kathryn Ball (* 1963), britische Ruderin
- Kathryn Uhl Ball (1902–1984), US-amerikanische Künstlerin
- Katie Ball (* 1986/1987), australisches Model
- Keith M. Ball (* 1960), britischer Mathematiker
- Kenny Ball (1930–2013), britischer Trompeter und Bandleader
- Krystal Ball (* 1981), US-amerikanische politische Kommentatorin, Fernseh- und Internetmoderatorin
- Kurt Herwarth Ball (1903–1977), deutscher Schriftsteller
- Kurt Jacob Ball-Kaduri (geb. Kurt Antonio Ball; 1891–1976), deutsch-israelischer Jurist und Autor

### L
- L. Heisler Ball (Lewis Heisler Ball; 1861–1932), US-amerikanischer Politiker
- LaMelo Ball (* 2001), US-amerikanischer Basketballspieler
- Leo Ball (1927–2007), US-amerikanischer Jazzmusiker
- Leo Anton Carl de Ball (1853–1916), deutscher Astronom
- Liam Ball (1951–1984), irischer Schwimmer
- LiAngelo Ball (* 1998), US-amerikanischer Basketballspieler
- Lloy Ball (* 1972), US-amerikanischer Volleyballspieler
- Lonzo Ball (* 1997), US-amerikanischer Basketballspieler
- Loren C. Ball (* 1948), US-amerikanischer Astronom und Asteroidenentdecker
- Lucille Ball (1911–1989), US-amerikanische Schauspielerin

### M
- Manfred Ball (1938–2023), deutscher Opernsänger (Bariton) und Hochschullehrer
- Marcia Ball (* 1949), US-amerikanische Bluessängerin
- Margaret Ball (um 1515–1584), irische Märtyrerin
- Mary Ball (1812–1898), irische Insektenkundlerin
- Matthew Ball (* 1993), englischer Balletttänzer
- Michael Ball (Bischof) (* 1932), britischer Geistlicher, Bischof von Truro
- Michael Ball (Sänger) (* 1962), britischer Sänger und Schauspieler
- Michael Ball (Fußballspieler) (* 1979), englischer Fußballspieler
- Montee Ball (* 1990), US-amerikanischer American-Football-Spieler

### N
- Natalie Ball (* 1979), deutsche Schwimmerin
- Nicholas Ball († 1609), irischer Politiker, Bürgermeister von Dublin
- Nova Ball (* 1958), US-amerikanische Schauspielerin

### P
- Patrick Ball (* 1965), US-amerikanischer Statistiker und Menschenrechtsaktivist
- Peter Ball (Mediziner) (um 1638–1675), englischer Mediziner
- Peter Ball (Bischof) (1932–2019), britischer Geistlicher, Bischof von Gloucester und Sexualstraftäter
- Peter Eugene Ball (* 1943), britischer Bildhauer
- Peter William Ball (* 1932), kanadischer Botaniker
- Philip Ball (* 1962), britischer Chemiker und Physiker

### R
- Rafael Ball (* 1964), deutscher Bibliothekar
- Reginald Maurice Ball, bekannt als Reg Presley (1941–2013), britischer Sänger und Songwriter
- Richard Ball (Politiker) (1857–1937), australischer Politiker, Mitglied der Legislativversammlung und Minister von New South Wales
- Richard Ball (* 1944), US-amerikanischer Radrennfahrer
- Robert Ball (Politiker) († 1635), irischer Politiker, Bürgermeister von Dublin
- Robert Ball (Naturforscher) (1802–1857), irischer Naturforscher
- Robert Ball (1925–1954), US-amerikanischer Automobilrennfahrer, siehe Bobby Ball (Rennfahrer)
- Robert Ball (Judoka) (* 1964), australischer Judoka
- Robert James Ball (1857–1928), kanadischer Politiker
- Robert Stawell Ball (1840–1913), irischer Astronom, Mathematiker und Autor
- Ronnie Ball (1927–1984), britischer Jazzpianist
- Rudi Ball (1911–1975), deutscher Eishockeyspieler
- Ruth Ball (1879–1960), US-amerikanische Bildhauerin

### S
- Sabine Ball (1925–2009), deutsche Evangelistin und Mäzenin
- Sascha Ball (* 1977), deutscher Faustballer
- Scott Ball (* 1986), US-amerikanischer Pokerspieler
- Sherry Ball (* 1974), kanadische Eiskunstläuferin
- Suzan Ball (1934–1955), amerikanische Schauspielerin
- Syd Ball (* 1950), australischer Tennisspieler

### T
- Taylor Ball (* 1987), US-amerikanischer Schauspieler
- Thomas Ball (Bildhauer) (1819–1911), US-amerikanischer Bildhauer
- Thomas Henry Ball (1859–1944), US-amerikanischer Politiker
- Thomas R. Ball (1896–1943), US-amerikanischer Politiker
- Timothy Ball (1938–2022), kanadischer Geograph

### V
- Valentine Ball (1843–1895), irischer Geologe und Zoologe

### W
- W. W. Rouse Ball (Walter William Rouse Ball; 1850–1925), britischer Mathematiker und Mathematikhistoriker
- Walter Ball († 1598), irischer Politiker, Bürgermeister von Dublin
- Webster Clay Ball (1847–1922), US-amerikanischer Uhrmacher und Unternehmer
- Wes Ball (* 1980), US-amerikanischer Filmregisseur
- William Ball (Astronom) (1627–1690), englischer Astronom
- William Ball (Politiker) (1830–1902), US-amerikanischer Politiker
- William Ball (Fußballspieler) (1876–1929), englischer Fußballspieler
- William Ball (Skisportler) (1908–1978), kanadischer alpiner und nordischer Skisportler
- William Ball (Regisseur) (1931–1991), amerikanischer Theaterregisseur
- William L. Ball (William Lockhart Ball; * 1948), US-amerikanischer Geschäftsmann und Politiker
- William Lee Ball (1781–1824), US-amerikanischer Politiker
- William MacMahon Ball (1901–1986), australischer Politikwissenschaftler, Hochschullehrer, Diplomat, Autor, Journalist und Radiomoderator
- Wolfgang Ball (* 1948), deutscher Jurist